# Валпурга фон Исаческу
Изабела Валпурга фон Исаческу (Беч, вероватно 1852 – Беч, 5. мај 1925), такође позната и као Валбурга фон Исаческу, била је аустријска пливачица, прва жена која је покушала да преплива Ламанш.

## Биографија
Бароница Валпурга фон Исаческу рођена је у Бечу, вероватно 1852. године као ћерка официра бечке железничке станице. Са 16 година година се удала за Димитрија фон Исаческуа, племића из Букурешта. У главном граду Велике Румуније са мужем је живела 20 година, све до његове смрти. Оставши млада удовица није наследила средства живот, па се вратила у Беч. Да би се издржавала радила је као  службеник на аустријској железници, на одговорној функцији на којој је некада радио њен отац. На том месту остала је до 1920. Током свог боравка у Румунији постала је вешт коњаник. Вративши се у Беч, посветила се бициклизму, али јој је овај спорт убрзо досадио. Прешла је на пливање, придруживши се женској секцији Првог бечког аматерског пливачког клуба.
Валпурга фон Исаческу живела је у центру Беча, на Волксверплацу 20. Суграђани су је звали Baronin burgerl (бароница грађанка) због њеног љубазног опхођења. Пливање је остало њена омиљена забава до краја живота, а штампа се често сећала њеног величанственог неуспеха у покушају да преплива Ламанш. У осмој деценији живота бароница се разболела и морала је да одустане од овог спорта. Умрла је 5. маја 1925. године.

## Пливачка каријера
Бароница Изабела Валпурга фон Исаческу била је пливачица на дуге стазе у отвореним водама. Пливањем је озбиљно почела да се бави по повратку у Беч, где се придружила женској секцији Првог бечког аматерског пливачког клуба. Пливала је најчешће на Дунаву, али без такмичарских амбиција. Године 1899. учествовала је на аустријском првенству и завршила трку на 5. месту, док је 1906. у Паризу заузела последње место међу аматерима. Као чланица Првог бечког аматерског пливачког клуба демонстрирала је пливање и учествовала у различитим подухватима:
- 23. јула 1899. заједно са Алојзом Андерлеом препливала је Дунавом од Братиславе до Беча 61 км за око 7 сати.
- 29. јула 1900. поново Дунавом, овога пута у пратњи кануа и носећи са собом торбу са храном, препливала је 77 км за нешто више од 8 сати.
- 5. септембра 1900. покушала је да преплива Ламанш.
- 2. и 9. децембра 1900. са 53-годишњим Лудвигом Финкеом фон Вестервелом препливала је Дунав за 9 минута, упркос температури воде од 5 степени.
- Почетком августа 1901. године, у намери да најави још један покушај препливавања Ламанша, пливала је Темзом. На циљу је изјавила да је ова река загађенија и од Сене, у којој је пливала 1899.
- 8. септембра 1902. раздаљину од Мелка до Беча препливала за 12 сати и 21 минут. Ово је био тадашњи пливачки рекорд на тој деоници рекорд, који је оборен тек 1916. године.[5]
- 3. јуна 1906. пливала 37 км Дунавом између Тула и војне школе пливања у Бечу.

### Препливавање Ламанша
Валпурга фон Исаческу била је прва жена која се одважила да преплива Ламанш, 5. септембра 1900. године, 20-ак година пре него што је то успешно извела Гертруде Едерле, која је званично прва жена која је успела да реализује овај подвиг 1926. године. Неповољно време и плима допринели су њеном неуспеху после десет сати проведених у води и препливаних 20 миља (око 32 км).
Валпурга фон Исаческу покушала је да понови историјски подвиг капетана Метјуа Веба, који је ушао у историју као први човек који је, 1875. године, препливао Ламанш. Бароница је, у пратњи једног брода, ушла у море код Калеа у 7.30 ујутро и пошто је препливала нешто више од 20 миља, наизменично пливајући прсно и краул, због погоршања временских услова и проблема са очима због слане воде око 6.00 поподне била је приморана да одустане. Густа магла и високи таласи приморали су је да се укрца на тегљач који ју је пратио.
Током овог подухвата цело тело баронице Валпурга фон Исаческу било је намазано свињском машћу. Пре старта појела је два јаја и попила чашу порта, а током 10 сати и 30 минута, колико је провела пливајући, јела је мед, чорбу и јаја.
Решена да успе, поново је отишла у Енглеску 1901, 1902. и 1903. године. Била је убеђена да мора да понови Вебов пут од Довера до Калеа, а не обрнуто, као у првом покушају. Године 1903. пратиле су је још две бечке аристократкиње, принцезе Оболенски и Љубомички, а тренирао ју је тада чувени стручњак за пливање, маркиз Биберо. Логистичку подршку обезбедила је о свом трошку.

### Изазов Анет Келерман
Пошто није успела да пређе Ламанш, бароница је наставила да плива на дуге стазе. Помно је пратила покушај славне аустралијске шампионке Анет Келерман да 1905. године преплива Ламанш. Године 1906. Келерманова ју је изазвала, али због оданости аматерском кодексу Валпурга фон Исаческу овај изазов није прихватила. Ипак, уместо да се такмичи са Келермановом, бароница је 11. јуна пливала паралелно са њом, скочивши у воду неколико минута после Аустралијанке и стигавши на циљ око 25 минута после ње. За разлику од Келерманове бароница није тражила чамце за пратњу јер је, како је рекла, добро познавала руту. Чувши детаље овог догађаја, чувени Вилијам Хенри, секретар Краљевског друштва за спасавање живота је у једном интервјуу назвао бароницу професионалцем, што је она оповргла.

## Друштвени утицај
Иако бароница Валпурга фон Исаческу никада није успела да преплива Ламанш, извештаји о њеним напорима обишли су свет. Бечке новине помно су је пратиле, а новинари су у својим извештајима приметили да је у пливачким вештинама супериорније од неких мушкараца. Показала се као пливачица велике издржљивости и способности. Ово је био спортски догађај великог утицаја. Подстакао је рано укључивање женског пливања у олимпијски програм и свакако повећао уважавање женских способности у спорту којим су у то време доминирали мушкарци. Бароница је била свесна овог аспекта и тим поводом је изјавила:
| „ | Ово је доба жена. Победиле смо предрасуде које су нас тако дуго држале у другом плану и одлучне смо да покажемо да смо, како физички тако и интелектуално, равне мушкарцима. | ” |